# モーリタニア軍
モーリタニア軍（モーリタニアぐん）は、モーリタニアの軍隊である。

## 概要
モーリタニア軍は陸軍、海軍、空軍から成り、兵力は陸軍1万5,000名、海軍700名、空軍300名である。（2023年現在）この他の準軍事組織として、国防省傘下の憲兵隊、内務省傘下の国家警備隊、国家警察が存在する。兵力は、憲兵隊は3000名、国家警備隊は2000名である。(2023年現在）

### データ
- 軍事予算 - 2億7720万ドル(2023年)[2][3]
- 軍事予算（対GDP比）‐2.5％(2023年）[1]
- 兵役 - 徴兵制(2年間)[1]

## 歴史
モーリタニア軍はモーリタニアがフランスから独立した1960年に発足した。1975年、西サハラをモーリタニア、モロッコで分割したマドリード協定により、モーリタニアは、ティリス・アル・ガルビーヤを手に入れた。しかし西サハラ独立を目指すポリサリオ戦線との間に戦闘が行われて、ポリサリオ戦線のゲリラ戦に苦しめられた。さらに経済の不況もあって、軍参謀総長のムスタファ・ウルド・サレクはモクタル・ウルド・ダッダ大統領に対してクーデターを起こして軍事政権が成立した。その後1991年に民政移管したが、2005年にも軍事クーデターが起き、マーウイヤ・ウルド・シディ・アハメド・タヤ大統領を失脚させ、エリー・ウルド・モハメド・バルが軍事評議会を設立した。　2008年に軍事クーデターが起き、民主的に選出されたシディ・モハメド・ウルド・シェイク・アブダライ大統領が追放され、ムハンマド・ウルド・アブデルアズィーズ大統領警護隊長を議長とする「高等国家評議会」の樹立を宣言した。その後、2009年に大統領選挙が行われアブダライ議長が選出され、形式的に軍政から民選に移行した。

## 組織・編制

### 陸軍
編制は以下の通り。
- 機甲大隊×1
- 機械化偵察中隊×1
- 駱駝騎兵大隊×2
- 機械化歩兵大隊×7
- 歩兵大隊×8
- コマンド/空挺大隊×1
- 砲兵大隊3
- 対空砲兵中隊×4
- 工兵中隊×1
- 警護大隊×1

### 海軍
所属艦艇についてはモーリタニア海軍艦艇一覧を参照のこと。
ヌアディブとヌアクショットの2箇所に基地が有る。

### 空軍
保有機体は以下の通り。
- セスナ337×2
- FTB-337×2
- BN-2×5
- BT-67×1
- PA-31×2
- Y-12×2
- SF-260×4